# Central térmica de Aceca
La central térmica de Aceca está compuesta por dos grupos de ciclo combinado, e integraba otros dos más antiguos de ciclo convencional ya desmantelados, y está situada en el término municipal de Villaseca de la Sagra (Toledo), en España.
Los dos grupos de ciclo combinado (Grupos III y IV) utilizan como combustible el gas natural, y tienen una potencia instalada de 400 MW cada uno. El grupo de Iberdrola fue conectado a la red (230kV) en julio de 2005, y el de Naturgy lo hizo en mayo de 2006, siendo su coste de 233 millones €.

## Historia
El ciclo convencional constaba de dos grupos: el Grupo I de 315,5 MW y que utilizaba como combustible fueloil y gas natural; y el Grupo II, de 313,5 MW y que funcionaba únicamente con fueloil. Fueron construidos para su explotación conjunta por Hidroeléctrica Española y Unión Eléctrica Madrileña a principios de los año 1970. En marzo de 2012 le fue concedida a Iberdrola la aprobación de la declaración de impacto ambiental para la construcción de un nuevo ciclo combinado que operaría conjuntamente con el ya existente, aunque el proyecto quedó aplazado. En diciembre del mismo año, el Ministerio de Industria, Energía y Turismo autorizó el cierre y desmantelamiento de los dos grupos de fueloil.

## Propiedad
La central de Aceca es propiedad de:
- Grupos I y II (desmantelados) Iberdrola-Gas Natural Fenosa
- Grupo III: Iberdrola
- Grupo IV: Naturgy

## Datos técnicos
Central de ciclo combinado:
- Combustible: gas natural o gasóleo
- Grupos: 2 de 400 MW / 470MVA
- Monoeje 109FA de General Electric.
- Operación comercial: julio de 2005 y mayo de 2006.
- Suministro de gas natural a partir de gasoducto.
- Refrigeración: circuito cerrado con torres de refrigeración con agua del río Tajo.
- Suministrador principal: General Electric.